# Микивер, Кармен Николаевна
Кармен Николаевна Микивер (до замужества Уйбокант; род. 13 января 1964 года) — эстонская актриса.
В 1989-м г. окончила Таллинский педагогический институт по специальности "актерское мастерство".
В 1987—1993 и 1996—1999 годах работала актрисой в Эстонском драматическом театре. С 2002 года работает в театре Эндла.

## Сериалы и фильмы
Сериалы составляют большую часть её актерской работы. Одной из самых трудоемких стала роль Хайке в сериале «Дом в большом городе», который выходил в эфир каждый будний день в 2005–2011 годах. В сериале «Офис мести» (с 2009 года) она сыграет доктора Иви Пихельгу.
Сыграла барменшу Риту Сувисте в криминальных сериалах «Последний мент» (2014–2015) и «Сибирский мент» (2016–2018). Она также сыграла в драматических сериалах «Театральные стихи  (2000), «Опасный полет» (2006) и др.

## Личная жизнь
В 1989 году она вышла замуж за актера Микка Микивера. Пара оставалась в браке до его смерти в 2006 году.